# Peine de mort en Arabie saoudite

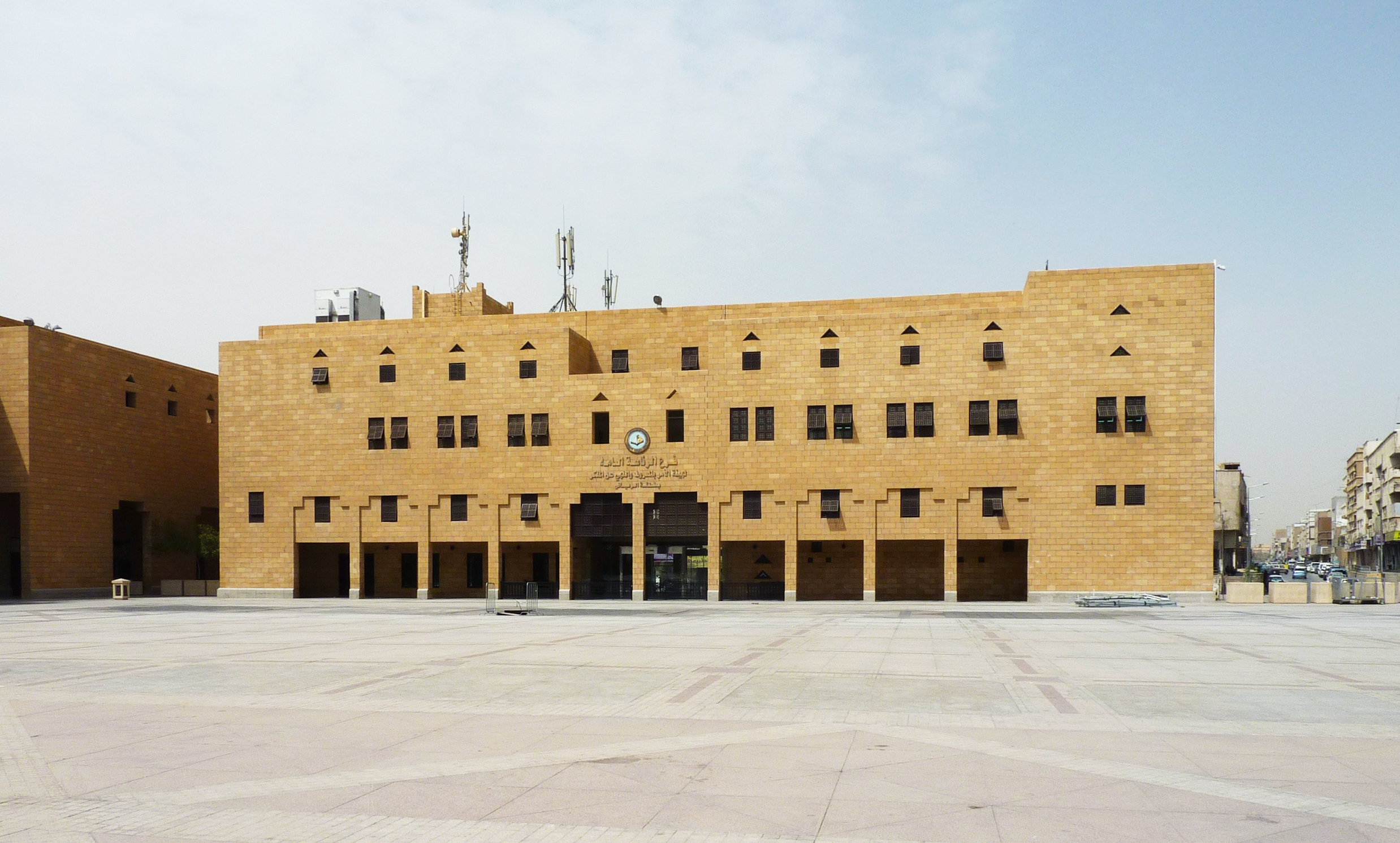
La place Dira, au centre de Riyad, plus connue localement sous le nom de « Place coupe-coupe ». C'est la place où ont lieu les exécutions des peines capitales par décapitations au sabre.

En Arabie saoudite, la peine de mort est une sanction légale prévue par le code pénal, qui repose sur la charia. Elle est activement appliquée. La moyenne sur la dernière décennie (2012-2021) est de 113 exécutions par an pour une population, en 2020, de moins de 35 millions d'habitants.
En 2024, selon des ONG, 338 exécutions ont eu lieu dans le pays, en forte augmentation par rapport à 2023 (172 exécutions) et 2022 (196 exécutions). La plupart des exécutions concernent le trafic de drogue. Cela en fait le pays ayant exécuté le plus de prisonniers en 2024.
Les exécutés sont très généralement décapités d'un coup de sabre, ou lapidés pour l'adultère, rarement par d'autres méthodes comme le crucifiement ou l'arme à feu.
L’assistance d'un avocat avant le procès et la représentation légale en salle est régulièrement déniée aux prévenus.

## Crimes punis de la peine de mort
L’homicide, le viol, le vol à main armée, le trafic de drogue, la sorcellerie, l’adultère, la sodomie, l’homosexualité, le sabotage, le terrorisme, la zoophilie, l'incendie volontaire, et l’apostasie (abandon de la foi islamique) ainsi que la trahison sont punis de mort.

## Histoire

### Exécutions de masse
L'Arabie saoudite est un pays ayant eu plusieurs fois recours à des exécutions de masse (mise à mort de plusieurs dizaines de condamnés dans la même journée), particulièrement médiatisées.
Le 9 janvier 1980, 63 personnes (41 Saoudiens, 10 Égyptiens, 6 Sud-Yéménites, 3 Koweïtiens, 1 Irakien, 1 Nord-Yéménite et 1 Soudanais), condamnées pour leur rôle dans la prise de la Grande Mosquée de La Mecque sont décapitées en place publique dans 8 villes saoudiennes différentes (Abha, Buraydah, Dammam, Haïl, La Mecque, Médine et Tabouk) sur ordre du roi Khaled.
Le 2 janvier 2016, 47 Saoudiens sont exécutées, parmi lesquels 43 membres d'Al-Qaïda (dont Faris al-Zahrani (en)) condamnés pour leur implication dans les attentats de Riyad et 4 chiites duodécimains condamnés pour le meurtre d'un policier. La présence du chef spirituel Nimr Baqr al-Nimr parmi ces derniers déclenchent la colère d'un certain nombre d'Iraniens qui prennent d'assaut l'ambassade saoudienne présente dans leur pays (en). Bien que le bâtiment ait été vide au moment des faits (n'entraînant aucun décès ou blessure parmi le personnel diplomatique), que les assaillants aient été arrêtés par la police et que le président iranien Hassan Rohani ait condamné l'attaque, l'Arabie saoudite décide de rompre ses relations économiques et politiques avec l'Iran,,,.
Le 23 avril 2019, 37 Saoudiens (dont 33 à 34 portant des noms indiquant une possible appartenance à la minorité chiite duodécimaine du pays) sont décapitées sur des charges liées au terrorisme,. L'un des suppliciés s'est vu crucifié en public post-mortem : il s'agit de Khaled ben Abdel Karim al-Touwaïjri, imam de la mosquée du quartier d'Al Fayziyyah à Buraydah et candidat au poste de juge (qadi) dans cette même ville jusqu'à ce que des militants de l'État islamique en Irak (qu'il comptait rejoindre) le convainquent d'assassiner son oncle, le général de division Nasser Al-Othman, en 2007.
Le 12 mars 2022, 81 personnes (73 Saoudiens, 7 Yéménites et 1 Syrien) sont exécutées en une journée, ce qui en fait la plus grande exécution de masse de l'histoire du royaume, surpassant de loin le record établi en 1980. Selon l'agence de presse officielle SPA, les suppliciés ont été condamnés pour avoir « attaqué des lieux de culte, des bâtiments gouvernementaux et des installations vitales pour l'économie du pays » et pour des « crimes d'enlèvement, de torture, de viol et de contrebande d'armes ». Certains d'entre-eux étaient liés à l'État islamique, à Al-Qaïda dans la péninsule arabique, aux Houthis et à « d'autres organisations terroristes »,. Human Rights Watch parle d'une « démonstration brutale d’un régime autocratique » et dénonce un biais religieux : 41 des exécutés étaient chiites, une minorité victime de discriminations en Arabie saoudite.

## Actualité récente

### Statistiques
Nombre d'exécutions par an :
- 2007 : au moins 143[3]
- 2008 : au moins 102[3]
- 2009 : au moins 69[3]
- 2010 : au moins 26[3]
- 2011 : au moins 82[3]
- 2012 : au moins 79[3]
- 2013 : au moins 79[3]
- 2014 : au moins 90[3]
- 2015 : au moins 158[3],[18]
- 2016 : au moins 154[3]
- 2017 : au moins 146[3]
- 2018 : au moins 149[3]
- 2019 : au moins 184[3],[19]
- 2020 : au moins 27[20]
- 2021 : au moins 67[17]

Pour des raisons techniques, il est temporairement impossible d'afficher le graphique qui aurait dû être présenté ici.

### Condamnations à mort et exécutions récentes

#### Quelques exemples en 2011
En 2011, l'ambassade d'Indonésie a apporté son soutien à ses 15 ressortissants condamnés à mort. Neuf ont été graciés (certains acquittés et libérés), les procédures judiciaires sont en cours pour les 6 autres.
Le 12 décembre, Amina bint Abdul Halim bin Salem Nasser est exécutée après avoir été condamnée à mort pour sorcellerie.
En décembre 2011, le procureur général d'Arabie saoudite a requis la peine de mort contre des accusés dans l'attentat qui avait coûté la vie à quatre Français en février 2007.
En décembre 2011 également, un Mauritanien, Mohamed El Mamy Baba Ould Baba, a été exécuté à Médine pour le viol de trois femmes.

#### Quelques exemples en 2012
En 2012, Mustafa al-Zine et Anas al-D'him ont été décapités le 2 janvier pour trafic de drogue.
En janvier 2012, le travailleur immigré népalais Umesh Yadav échappe à la décapitation pour le meurtre de son collègue Muhammed Wazir. Le soutien de l'ambassadeur et une certaine somme d'argent versée (plus de 30 000 Riyal, la première offre) par le Népal ont permis d'obtenir le pardon de la famille de la victime,.
Le 4 janvier 2012, Sami al-Mekhlafi, condamné à mort pour avoir agressé sexuellement et tué une petite fille, a été décapité au sabre à Médine.
Le 8 janvier 2012, Jahaz al-Baqmi est exécuté à Taif pour avoir poignardé un homme.
Le 2 février 2012 à Al-Baha, Abulrahman Al-Qarni a été décapité pour meurtre.

#### Quelques exemples en 2017
Ali al Nimr, Abdullah al Zaher et Dawood al Marhoon, membres de la communauté chiite d'Arabie saoudite ont été arrêtés pour des infractions qu'ils auraient commises alors qu'ils avaient moins de 18 ans, et qui ont affirmé qu'on les avait torturés dans le but de leur extorquer des « aveux » afin de les condamner à mort, ce qui n’a pas eu lieu en fin de compte.
La famille d'un autre jeune homme, Abdulkareem al Hawaj, a été informée par des représentants de l'appareil judiciaire que la Cour suprême avait confirmé la peine de mort prononcée contre lui pour des infractions liées à sa participation à des manifestations contre le gouvernement. Il n'était âgé que de 16 ans quand il a participé à ces manifestations ; il a épuisé toutes les voies de recours dont il disposait et sera exécuté dès que le roi aura ratifié sa condamnation à mort.
Yussuf Ali al Mushaikhass a été exécuté en même temps que trois autres hommes chiites à Qatif, dans la province de l'Est, pour des infractions à la législation antiterroriste liées à leur participation à des manifestations contre le gouvernement entre 2011 et 2012. Il a été condamné à l'issue d'un procès manifestement inique, reposant en grande partie sur des « aveux » arrachés sous la torture.
Said al Saiari a été exécuté dans la ville de Najran, dans le sud-ouest de l'Arabie saoudite. Il a été déclaré coupable du meurtre d'un autre Saoudien par le tribunal qui avait pourtant conclu qu'il n'y avait pas suffisamment d'éléments de preuve pour établir sa culpabilité dans cette affaire. Il a donc été mis à mort malgré un manque de preuves à son encontre.

#### Quelques exemples en 2018
Elias Abulkalaam Jamaleddeen est reconnu coupable de meurtre, vol et tentative de viol. Il est exécuté par crucifiement en août 2018.